# Быстрит
Быстрит - редкий недавно открытый (1990) минерал, силикат каркасной структуры из группы канкринита. Химическая  формула (Na,K)7Ca(Si6Al6)O24S4.5•(H2O). Назван по месту находки у реки Малая Быстрая в Слюдянском районе Иркутской области, где был впервые  обнаружен.

## Нахождение в природе
Минерал не был пока найден нигде, кроме Мало-Быстринского месторождения лазурита, в 25 км. от города Слюдянка.
Также минерал был найден на мраморном карьере Перевал